# Паустова
Паустова (рум. Paustova, Паустово) — село в Окницком районе Молдавии. Наряду с селом Липник входит в состав коммуны Липник.

## История
Первое документальное упоминание 1437 год. Село Паустова является одним из старейших сел Окницкого района.
28 января 1978 года село Паустово было объединено с селом Липник. Постановлением правительства Республики Молдова № 882 от 22.01.1992 село Паустово восстановлено.

## География
Село расположено на высоте 247 метров над уровнем моря.

## Население
По данным переписи населения 2004 года, в селе Паустова проживает 951 человек (449 мужчин, 502 женщины).
Этнический состав села:
| Национальность | Число жителей | Процентный состав |
| -------------- | ------------- | ----------------- |
| молдаване      | 721           | 75,81             |
| украинцы       | 135           | 14,2              |
| русские        | 50            | 5,26              |
| цыгане         | 20            | 2,1               |
| румыны         | 10            | 1,05              |
| гагаузы        | 2             | 0,21              |
| поляки         | 1             | 0,11              |
| прочие         | 12            | 1,26              |
| Всего          | 951           | 100 %             |